# Naji Hakim
Pour les articles homonymes, voir Hakim.
 (septembre 2022).
La mise en forme du texte ne suit pas les recommandations de Wikipédia : il faut le « wikifier ».
Les points d'amélioration suivants sont les cas les plus fréquents. Le détail des points à revoir est peut-être précisé sur la page de discussion.
- Les titres sont pré-formatés par le logiciel. Ils ne sont ni en capitales, ni en gras.
- Le texte ne doit pas être écrit en capitales (les noms de famille non plus), ni en gras, ni en italique, ni en « petit »…
- Le gras n'est utilisé que pour surligner le titre de l'article dans l'introduction, une seule fois.
- L'italique est rarement utilisé : mots en langue étrangère, titres d'œuvres, noms de bateaux, etc.
- Les citations ne sont pas en italique mais en corps de texte normal. Elles sont entourées par des guillemets français : « et ».
- Les listes à puces sont à éviter, des paragraphes rédigés étant largement préférés. Les tableaux sont à réserver à la présentation de données structurées (résultats, etc.).
- Les appels de note de bas de page (petits chiffres en exposant, introduits par l'outil «  Source ») sont à placer entre la fin de phrase et le point final[comme ça].
- Les liens internes (vers d'autres articles de Wikipédia) sont à choisir avec parcimonie. Créez des liens vers des articles approfondissant le sujet. Les termes génériques sans rapport avec le sujet sont à éviter, ainsi que les répétitions de liens vers un même terme.
- Les liens externes sont à placer uniquement dans une section « Liens externes », à la fin de l'article. Ces liens sont à choisir avec parcimonie suivant les règles définies. Si un lien sert de source à l'article, son insertion dans le texte est à faire par les notes de bas de page.
- La présentation des références doit suivre les conventions bibliographiques. Il est recommandé d'utiliser les modèles {{Ouvrage}}, {{Chapitre}}, {{Article}}, {{Lien web}} et/ou {{Bibliographie}}. Le mode d'édition visuel peut mettre en forme automatiquement les références.
- Insérer une infobox (cadre d'informations à droite) n'est pas obligatoire pour parachever la mise en page.

Pour une aide détaillée, merci de consulter Aide:Wikification.
Si vous pensez que ces points ont été résolus, vous pouvez retirer ce bandeau et améliorer la mise en forme d'un autre article.
 (septembre 2022).
Naji Hakim, né à Beyrouth le 31 octobre 1955, est un compositeur et organiste improvisateur libanais naturalisé français (1980).

## Biographie
Ingénieur de l'École nationale supérieure des Télécommunications, élève de Jean Langlais, il poursuit sa formation au Conservatoire de Paris dans les classes de Roger Boutry, Jean-Claude Henry, Marcel Bitsch, Rolande Falcinelli, Jacques Castérède et Serge Nigg. Il y obtient les premiers prix d'harmonie, de contrepoint, de fugue, d'orgue, d'improvisation, d'analyse et d'orchestration.
À partir des années 1980, il remporte les premiers prix aux concours internationaux d'orgue (Haarlem, Beauvais, Lyon, Nuremberg, St. Albans, Strasbourg et Rennes) pour ses interprétations, improvisations ou compositions.
Ses œuvres comprennent des pièces instrumentales (orgue, flûte, hautbois, clarinette, basson, cor, trompette, harpe, guitare, violon, alto, violoncelle, piano, clavecin, célesta), de la musique symphonique (Les Noces de l'Agneau, Hymne de l'Univers, Ouverture Libanaise, Påskeblomst, cinq concertos pour orgue, un concerto pour violon, un concerto pour piano, un concerto pour txistu, Levantine Variations pour violoncelle et orchestre) de la musique vocale (oratorio Saul de Tarse, cantate Phèdre, Magnificat et trois messes).
De 1985 à 1993, il est titulaire du grand-orgue de la basilique du Sacré-Cœur de Montmartre, avant de succéder à Olivier Messiaen à l'église de la Trinité jusqu'en 2008.
Il est professeur d'analyse au Conservatoire à rayonnement régional de Boulogne et professeur invité à la Royal Academy of Music de Londres. Avec son épouse, organiste et musicologue, Marie-Bernadette Dufourcet, il est l'auteur d'un Guide pratique d'analyse musicale (1991). Il est le père de la poétesse et musicologue Katia-Sofía Hakim et du juriste, pianiste et compositeur Jean-Paul Hakim.

## Œuvres
Cette bibliographie recense trop d'ouvrages (septembre 2022). Les ouvrages doivent être de « référence » dans le domaine du sujet de l'article. Il peut être souhaitable de les insérer dans une référence et de les enlever de la section « bibliographie ». Il peut être également utile de créer un article bibliographique spécifique.

### Orgue
- Cosmogonie (composé en 1983. Non publié.)
- Petite suite (composé en 1983. Waltham Abbey, Essex : UMP, 2004)
- Symphonie en Trois Mouvements (composé en 1984. Paris : Combre, 1984)
- The Embrace of Fire : Triptyque (composé en 1986. Paris : Combre, 1986)
- Hommage à Igor Stravinsky. Triptyque (composé en 1986. Paris : Leduc, 1990)
- Expressions (composé en 1988. Chicago, Illinois (États-Unis): H. T. FitzSimons, 1988)
- Memor (composé en 1989. Londres : UMP, 1990)
- Rubaiyat (composé en 1990. Londres : UMP, 1991)
- Variations on two themes: « Old hundredth » & « Donne secours » (composé en 1991. Londres : UMP, 1991)
- Rhapsody for organ duo (composé en 1992. Waltham Abbey, Essex : UMP, 2005)
- Mariales (composé en 1993. Londres : UMP, 1993)
- Le Tombeau d'Olivier Messiaen : Trois Méditations symphoniques (composé en 1993. Londres: UMP, 1994)
- Vexilla regis prodeunt (composé en 1994. Paris : Leduc, 1995)
- Canticum (composé en 1995. Londres : UMP, 1996)
- Sinfonia in honore Sancti Ioannis Baptistæ (composé en 1996. Londres : UMP, 1997)
- Pange lingua (composé en 1996. Paris : Leduc, 1997)
- Te Deum (composé en 1997. Londres : UMP, 1998)
- Bagatelle (composé en 1997. Londres : UMP, 1998)
- Chant de Joie (composé en 1997. Londres : UMP, 1998)
- The Last Judgment (composé en 1999. Paris, Leduc, 2000)
- Quatre Études-Caprices for pedal solo (composé en 2000. Paris : Leduc, 2001)
- Gershwinesca (composé en 2000. Mayence : Schott Music, en préparation)
- In Organo, Chordis et Choro (composé en 2001. Paris. Leduc, 2002)
- Le Bien-aimé: Suite symphonique (composé en 2001. Paris : Leduc, 2002)
- Ouverture Libanaise (composé en 2001. Paris : Leduc, 2004)
- Agapê (composé en 2001. Londres : UMP, 2002)
- Bach'orama: Organ Fantasia on themes by Johann Sebastian Bach (composé en 2003. Paris, Leduc, 2004)
- Gregoriana (composé en 2003. Paris : Leduc, 2004)
- Salve Regina (composé en 2004. Mayence : Schott, 2005)
- Saksøbing præludier (composé en 2005. Paris : Combre, 2006)
- Mit seinem Geist: Variations on « Ein feste Burg » (composé en 2006. Mayence: Schott, 2007)
- AALAIKI'SSALAAM: Variations on a Lebanese theme (composé en 2006. Mayence: Schott, 2007)
- Esquisses Grégoriennes en forme de Messe basse (composé en 2006. Mayence: Schott, 2007)
- To call my true love to my dance (composé en 2007. Mayence : Schott, 2007)
- All my founts shall be within you (Alle mine kilder skal være hos dig) (composé en 2007. Mayence : Schott, 2007)
- ICH LIEBE DIE FARBENREICHE WELT (2008) Schott
- ARABESQUES (2009) Schott
- AMAZING GRACE (2009) Schott
- FANFARE FOR NOTTINGHAM (2010) Schott
- JONQUILLES (2010) Schott
- THEOTOKOS (2010) Schott
- HAGIA SOFIA (2011) Schott
- VIER CHORALBEARBEITUNG (2011) Schott
- TOCCATA (2011) Schott
- O FILII ET FILIAE (2011) Schott/Oxford University Press
- ESQUISSES PERSANES (2012) Schott
- SUITE FRANCAISE (2012) Schott
- AVE MARIA (2012) Schott
- PRELUDE, ARIA ET GIGUE (2012) Schott
- SUITE NORVEGIENNE (2012) Schott
- TROIS PARAPHRASES SUR VENI CREATOR (2013) Schott
- SINDBAD (2014) Schott
- CARNAVAL (2014) Schott
- VARIATIONEN ÜBER "O KÖNIGIN VOLL HERRLICHKEIT, MARIA!" (2014) Schott
- Noël nouvelet (2015) Schott
- PRÉLUDE, CHORAL ET DANSE (2015) Schott
- THREE BASQUE DANCES Schott      1. ZORTZIKO (2014)      2. EZPATA DANTZA (2012)      3. FANDANGO (2014)
- DES HEILIGEN GEISTES REICHE GNADE (2015) Schott
- TOCCATA (Rottenburg Toccata) (2015) Schott
- KOREAN PRELUDE - 이화여자대학교 교가 (2015) Schott/Delatour
- TOCCATA (on the Introit of the Feast of the Epiphany) (2016) Schott
- VARIATIONEN über "Ein Haus voll Glorie schauet" (2016)  Schott
- CANTILENA (2016) Schott
- TROIS PARAPHRASES SUR AVE MARIS STELLA (2003) U.M.P.
- BOGURODZICA (2018) Schott
- VILLANCICO ARAGONÉS (2018) Schott
- O SACRUM CONVIVIUM (2018) Schott
- VARIACIONES SOBRE "SALVE, MADRE DE TORRECIUDAD (2019) Schott
- TANETS (2019) Schott

### Orgue et autres instruments
- DIPTYQUE pour txistu (ou flûte) et orgue (ou piano) (2014) Schott
- VARIATIONEN ÜBER "WIE SCHÖN LEUCHTET DER MORGENSTERN" für Oboe (oder Flöte, Violine, Klarinette, Saxophon sopran) und Orgel (2008) Schott
- OUR LADY'S MINSTREL (Prelude and Dance for clarinet and organ - Three Poems for soprano and organ) (2013) Schott
- SUITE RHAPSODIQUE for horn and organ (2002) U.M.P.
- RONDO FOR CHRISTMAS for trumpet and organ (1988) U.M.P.
- SONATA for trumpet and organ (1994) U.M.P.
- CAPRICCIO for violin and organ (2005) U.M.P.
- SALVE REGINA for violin and organ (2012) Schott
- RHAPSODIE DANOISE for violin and organ (2018) Schott
- DUO CONCERTANT for organ and piano (1988) U.M.P.
- HYMNE AU SACRÉ-COEUR for 7 trumpets and organ (1992) Leduc
- OLD HUNDREDTH for 11 brass and organ (1987) Leduc
- CARNAVAL  for violin, oboe, clarinet, fagot, horn, snare drum and organ (2016) unpublished
- CORTÈGE, LÉGENDE, FÊTE for 3 trumpets, timpani and organ (2017) Schott

### Orchestre et concertos
- LES NOCES DE L’AGNEAU for Orchestra (2222/2200, timp, perc, strings), 18' - (1996) U.M.P.
- HYMNE DE L’UNIVERS for Orchestra (3333/4431, timp, 4perc, 2 harps, pf, strings), 10' - (1997) U.M.P.
- OUVERTURE LIBANAISE for orchestra (2222/2200, timp, perc, strings), 10' - (2004) Leduc
- PÅSKEBLOMST for string orchestra, 18' (2005) U.M.P.
- AALAIKI'SSALAAM for orchestra (2222 2200, timp, perc. strings), 10' - (2012) Schott
- BAALBECK for orchestra (2222/4230, timp, perc., harp, strings), 7' - (2015) Schott
- TROIS DANSES BASQUES for orchestra (2222-4330, Timpani, Perc, 1 Harp and strings), 13' - (2015) Schott
- SINDBAD for orchestra (2222/4330, timp, perc, 1 harp, strings), 10' -  (2016) Schott
- NOUR, Holy Land Rhapsody for orchestra (1111/1000, Tamburin, Darbouka, Daf, Qanoun, strings), 13', (2016)
- AVE MARIA, Fantasy on lied by Franz Schubert for orchestra (2222/4330, timp, perc, 1 harp, strings), 7' - (2017) Schott
- CONCERTO FOR TXISTU (flute or recorder) and orchestra (2222/4330, timp, harp, strings) 13' - (2016) Schott
- CONCERTO FOR VIOLIN AND STRING ORCHESTRA , 35' - (2002) Leduc
- FANTAISIE CELTIQUE pour Piano et Orchestre, (2222/2200, timp, strings), 10' - (1985) U.M.P.
- CONCERTO FOR PIANO AND ORCHESTRA (2222-2230- 2 perc., timp. - strings), 30' - (2014) Schott
- CONCERTO No 1 for organ and string orchestra, 15' - (1988) U.M.P.
- CONCERTO No 2 for organ and orchestra (SEATTLE CONCERTO) (3333/4431, timp, 7 perc, 2 harps, pf, strings), 30' - (2000) U.M.P.
- CONCERTO No 3 for organ and string orchestra, 21' - (2003) U.M.P.
- CONCERTO No 4 for organ and chamber ensemble, (flute, clarinet, bassoon, harp, violin, viola, cello), 22' - (2007) Combre
- CONCERTO No 5 for organ, string orchestra and timpani, 28' - (2017/2018)
- SAUL DE TARSE, Oratorio for soli, narrator, choir and orchestra for soli, narrator, choir and orchestra (2121-1210, célesta, harmonium, piano, 1 contrebasse, Timbales, Perc.), 30' - (1991) Leduc
- AUGSBURGER SYMPHONIE for soli, choir, orch. (2222 2221, timp. 2 perc, strings), 60' - (2010/11) Schott
- MESSE SOLENNELLE for choir and orchestra (2222-2230, timp., perc., hp, strings), 21' - (1999 - orch.2015) U.M.P.

### Autres instruments et musique de chambre
- FLUTE/TXISTU/Flûte à bec - CAPRICE EN RONDEAU for flute and piano (1998) Leduc  - DIPTYQUE pour flûte (ou txistu en fa) et piano (ou clavecin ou orgue) (2014) Schott  - CONCERTO pour txistu (version concertante pour txistu et piano) (2016) Schott  - BASQUE ANTHOLOGY for txistu in F (recorder or flute) and piano (harpsichord or organ) (2017) U.M.P. - QUATRE PRÉLUDES pour flûte (flûte à bec en fa ou txistu) et clavier (2017) Schott
- HAUTBOIS  - CANTILENA for oboe and piano (2019) Schott
- CLARINETTE  - OUR LADY'S MINSTREL  for clarinet and piano (2017) Schott
- BASSON  - GAVOTTE for bassoon and piano (or harp) (2019) Schott
- QUATUOR DE BASSONS  - PRÉLUDE ET FUGUE for bassoon quartet (1983) U.M.P.
- COR  - ROMANCE for horn and piano (2019) Schott
- TROMPETTE  - SONATA  for trumpet and piano (2017) U.M.P.  (arrangement of the sonata for trumpet and organ)
- QUATUOR DE TROMBONES   - INVENTION for trombone quartet (2018) U.M.P.
- CARILLON  - HYMN TO ALBERTO GIACOMETTI’S WOMAN WITH CHARIOT for carillon (2009) American Carillon Music Editions
- HARPSICHORD  - SHASTA for harpsichord or piano (1986) Schott
- PIANO  - SHASTA for harpsichord or piano (1986) Schott  - DUMIA for piano (2001) ABRSM  - OUVERTURE LIBANAISE for piano (2001) Leduc  - AALAIKI'SSALAAM for piano (2009) Schott  - GLENALMOND SUITE for piano (2009) U.M.P. - WALTZ for piano (2012) Schott  - ESQUISSES PERSANES pour piano (2012) Schott  - VARIATIONS SUR «AUPRÈS DE MA BLONDE» pour piano (2012) Schott  - SONATE BASQUE pour piano (2016) Schott  - BADINERIE for piano four hands (1976) Schott  - CONCERTO FOR PIANO (version for 2 pianos) (2014) Schott
- PIANO ET QUINTETTE A CORDES  - SEXTUOR for piano (or organ) and string quintet (1988) U.M.P. - CONCERTO FOR PIANO (version for piano and string quintet) (2014) Schott
- HARPE  - JEU for harp (1987) Billaudot  - SONATE pour harpe (2017) Schott
- VIOLON  - SONATA FOR VIOLIN SOLO (1994) Leduc  - FANTASIA for violin solo over Edvard Munchs "unge mennesker på stranden" (2010) Schott  - SONATE POUR VIOLON ET PIANO (2000) Leduc  - CAPRICCIO for violin and piano (2005/2016) U.M.P. - OUR LADY'S MINSTREL for violin and piano (2017) Schott
- ALTO  - FANTASIA for viola and piano (2018) Schott
- QUATUOR D'ALTOS  - ARIA for viola quartet (2013) Schott
- QUATUOR A CORDES  - PÅSKEBLOMST for string quartet (2007) U.M.P. - TWO MARONITE CAROLS for string quartet (2013) Schott  - VARIATIONS ON A MARIAN HYMN Ya Mariamu lbikru fuqti for string quartet  (2019)
- GUITARE  - VARIATIONS on "Sweet Sacrament Divine" for guitar (2019) -
- QUATUOR DE GUITARES   - DIVERTIMENTO for guitar quartet (1987) U.M.P.
- QUINTETTE A VENT  - CARNAVAL for wind quintet (2016) Schott  - SUITE FRANÇAISE for wind quintet (2017) Schott
- QUINTETTE A VENT ET PIANO  - RONDO for wind quintet and piano with txistu (flute or recorder in F) ad libitum (2017) U.M.P.
- QUINTETTE DE CUIVRES  - HYMN TO ALBERTO GIACOMETTI’S WOMAN WITH CHARIOT for brass quintet (2009) Schott
- ENSEMBLE DE CHAMBRE  - SAKSKØBING PRÆLUDIER for chamber ensemble (2005) Combre  - KAMMERKONCERT No 1 (2008) Leduc  - KAMMERKONCERT No 2 (2011) Combre

### Œuvres vocales
- MISSA RESURRECTIONIS for soprano solo (1994) U.M.P.
- PHÈDRE for mezzo-soprano and piano (1997) U.M.P.
- MAGNIFICAT for soprano and organ (2006) Schott
- SET ME AS A SEAL UPON YOUR HEART for soprano and organ (2008) Schott
- AMAZING GRACE for soprano and organ (2009) Schott
- RÖMISCHES TRIPTYCHON for soprano and organ (2010) Schott
- OUR LADY'S MINSTREL Three Poems for soprano and organ (2013) Schott
- THE CLOTHS OF HEAVEN for soprano and piano (2018) U.M.P.
- ABÁNA for soprano and piano (2019) Schott
- ASSALÁMU AALAIKI for soprano and piano (2019) Schott
- MAGNIFICAT for soprano, violin and organ (1999) Leduc
- ADORATION, Triptych for voice, flute and organ (2015) Schott
- PHÈDRE for mezzo-soprano and orchestra (2004) U.M.P.
- THE CLOTHS OF HEAVEN for soprano, recorder, oboe, viola, cello (2018) U.M.P.
- ACHCHAOUQUOU ILASSAMA' for alto voice, violin, viola, cello and piano (2016) Schott
- DIE TAUBE for tenor and string quartet (2005) Schott
- TWO MARONITE CAROLS for tenor and string quartet (2013) Schott
- DET STRØMMENDE canon for two voices (2005) unpublished
- TROIS NOËLS DE FRANCE for two voices (violin ad libitum) and piano (or organ) (2014) Schott
- MAGNIFICAT for three treble voices and organ (2006) Schott
- NUNC DIMITTIS for three treble voices and organ (2006) Schott
- VERBUM CARO FACTUM EST for three treble voices and organ (2007) Schott
- MISSA REDEMPTIONIS for choir a cappella (1995) U.M.P.
- CHILDREN for choir a cappella (1999) U.M.P.
- TROIS NOËLS for choir a cappella (2001) U.M.P.
- THE ANGEL CRIED for choir a cappella and congregation (2007) Schott
- SET ME AS A SEAL UPON YOUR HEART for choir a cappella (2008) Schott
- AGNUS DEI for choir a cappella (2012) Schott
- PATER NOSTER for choir a cappella (2012) Schott
- MISSA BREVIS for choir a cappella (2012) Schott
- EXULTATE DEO for choir a cappella (2016) Schott
- MESSE SOLENNELLE for choir and organ (1999) U.M.P.
- GLORIA for choir and organ (2002) U.M.P.
- AVE MARIS STELLA for choir and organ (2003) U.M.P.
- VALET WILL ICH DIR GEBEN for choir and organ (2011) Schott
- LAETATUS SUM for choir and two organs (2d organ ad libitum) (2013) Schott
- VENI, VENI, EMMANUEL for choir and organ (2019) U.M.P.
- JESU REDEMPTOR OMNIUM for choir, brass quintet, timpani and perc. (2005) U.M.P.
- SAUL DE TARSE, Oratorio for soli, choir and orchestra for soli, narrator, choir and orchestra (2121-1210, célesta, harmonium, piano, 1 contrebasse, Timbales, Perc.) - (1991) Leduc
- AUGSBURGER SYMPHONIE for soli, choir and orchestra (2010/11) Schott
- MESSE SOLENNELLE for choir and orchestra (2015) U.M.P.
- TIBAAQ for triple choir, flute, organ (or piano), takht (naï, quanoun, oud, riq, daf, darbouka)  (2018) Schott

## Discographie (non exhaustive)

### Orgue
- Naji Hakim plays Naji Hakim : All My Founts Shall Be With You - I Love The Colourful World - Sakskøbing Præludier -To Call My True Love To My Dance - Glenalmond Suite - Aalaiki'ssalaam (SIGNUM  SIGCD222)[2]
- Naji Hakim plays Naji Hakim : Bach'orama - Jonquilles - Mit seinem Geist - Theotokos - Salve Regina - Gershwinesca (SIGNUM SIGCD284)[3]
- Naji Hakim plays Naji Hakim : Toccata - Petite Suite - Die Apostel for organ duo - Ave Maria - Hommage à Jean Langlais - Esquisses Grégoriennes - Arabesques (SIGNUM SIGCD389)[4]
- La joie dans l'œuvre de Naji Hakim, sœur Marie-Véronique Ruyssen, orgue : Trois Paraphrases sur le Veni Creator (World premiere recording) - Capriccio pour violon et orgue - Toccata - Wie schön leuchtet der Morgenstern pour hautbois et orgue - Variations on Two Themes - Sonate pour trompette et orgue - Glenalmond Suite - Mariales - Ezpata Dantza (World premiere recording) (MONTHABORD)[5]

### Orchestre
- Naji Hakim : Seattle Concerto, Concerto for violin. Gerard Schwarz, conductor[6] ; Marie-Bernadette Dufourcet, orgue ; Marion Delorme, violon (IFO 0 322)

### Piano
- Naji Hakim : Piano works (world premiere recording)[7], Nicolas Chevereau, piano. Ouverture Libanaise - Glenalmond Suite - Dumia - Shasta - Esquisses Persanes - Valse - Aalaiki'ssalaam - Variations sur "Auprès de ma blonde" (REJOYCE JOY CLASSIC15)[8]